# Östra Torsås landskommun
Östra Torsås landskommun var en tidigare kommun i Kronobergs län.

## Administrativ historik
När 1862 års kommunalförordningar trädde i kraft den 1 januari 1863 inrättades i Sverige cirka 2 400 landskommuner samt 89 städer och ett mindre antal köpingar. Då inrättades i Torsås socken i Konga härad i Småland denna kommun. Namnet var ursprungligen Torsås eller Thorsås. År 1885 reviderades många ortnamn i särskiljande syfte och detta Torsås blev officiellt Östra Torsås för att undvika förväxling med Västra Torsås i Allbo härad. 
I samband med den riksomfattande kommunreformen år 1952 Östra Torsås storkommun genom sammanläggning med de tidigare kommunen Tegnaby som 1941 inkorporerat Hemmesjö. 
Vid nästa nästa indelningsreform, 1971, fördes området till Växjö kommun.
Kommunkoden 1952–70 var 0711.

### Kyrklig tillhörighet
I kyrkligt hänseende tillhörde kommunen Östra Torsås församling. Den 1 januari 1952 tillkom Hemmesjö med Tegnaby församling.

## Geografi
Östra Torsås landskommun omfattade den 1 januari 1952 en areal av 180,76 km², varav 167,98 km² land.

### Tätorter i kommunen 1960
| Tätort    | Folkmängd |
| --------- | --------- |
| Ingelstad | 586       |
| Åryd      | 312       |

Tätortsgraden i kommunen var den 1 november 1960 33,6 procent.

## Politik

### Mandatfördelning i valen 1938–1966
| 11 | 3 | 6 |

| 20 |

| 10 | 10 |

| 19 |

| 10 | 5 | 5 |

| 17 | 3 |

| 14 | 10 | 2 | 4 |

| 28 |

| 14 | 8 | 3 | 5 |

| 26 |

|  | 12 | 10 | 2 | 5 |

| 26 |

|  | 13 | 10 | 2 | 4 |

| 26 |

| 2 | 11 | 9 | 3 | 5 |

| 25 | 5 |